# آرمیتا گراوند
آرمیتا گراوند (۱۷ فروردین ۱۳۸۵ – ۶ آبان ۱۴۰۲) شهروند ایرانی بود که در ۹ مهر ۱۴۰۲، پس از حادثه‌ای در متروی تهران بیهوش و در بیمارستان فجر، وابسته به دانشگاه علوم پزشکی ارتش، به‌دلیل خونریزی مغزی و خونریزی در جمجمه بستری شد و به کما رفت و پس از ۲۸ روز جان باخت. وی دانش‌آموز کلاس یازدهم هنرستانی در تهران بود.
اینکه دقیقاً چه اتفاقی برای او در واگن قطار (مترو) افتاده نامشخص است، اما شواهد و شرایط اینگونه نشان می‌دهد که مأموران گشت ارشاد (حجاب‌بان‌ها) به او آسیب رسانده‌اند. رسانه‌ها و مقامات نظام جمهوری اسلامی مدعی هستند که هیچ‌گونه برخورد فیزیکی با او صورت نگرفته در حالی که برخی رسانه‌ها از جمله رادیو فردا، گاردین و ایران‌وایر، به نقل از شاهدان عینی گزارش دادند که اندکی بعد از ورود آرمیتا به ایستگاه متروی میدان شهدا، یکی از زنان حجاب‌بان با او بر سر حجاب اجباری وارد مشاجره شد و با مقاومت آرمیتا، حجاب‌بان آرمیتا را هل داد و او با برخورد سرش به ستون فلزی، زمین‌خورد و بیهوش شد.

## زندگی
آرمیتا گراوند در ۱۷ فروردین ۱۳۸۵ در کرمانشاه به دنیا آمد. او یک خواهر بزرگ‌تر از خود دارد و خانواده‌اش اهل روستای سرطرهان کوهدشت در استان لرستان هستند که به گفته یکی از نزدیکان از ابتدای دهه ۱۳۸۰ خورشیدی به تهران مهاجرت کردند. وی دانش‌آموز کلاس یازدهم هنرستان دولتی عروه‌الوثقی در منطقه ۱۱ تهران بود.
آرمیتا ورزشکار حرفه‌ای تکواندو بود و از سال ۱۳۹۲ به‌صورت حرفه این ورزش را آغاز کرد و دان ۳ این ورزش رزمی را داشت. او عضو تیم تکواندوی «آناهید رزم» در تهران بود و بر اساس اطلاعاتی که دربارهٔ او وجود دارد، دارای کمربند «پوم یک» بود.
آرمیتا به فرهنگ کره‌ای علاقه داشته و طرفدار گروه موسیقی کره‌ای بی‌تی‌اس بوده است. او چهره جیمین، یکی از اعضای اصلی بی‌تی‌اس را نقاشی و استوری کرده بود و از مدل لباس پوشیدن و موهای جیمین و جونگ‌کوک تقلید می‌کرد.

## حادثه مترو
| فرزاد صیفی‌کاران | توییتر |
| @FSeifikaran    |        |

             طبق اخباری که بدستم رسیده یک دختر دبیرستانی را امشب به بیمارستان فجر نیرو هوایی بردن که همراه با دوستانش در مترو مقنعه نداشته و مامورها به اون‌ها گیر میدن و دختر را هُل می‌دهند و سرش به آهنی برخورد می‌کند و بیهوش می‌شود. فعلا گویا اجازه نمی‌دهند کسی در بیمارستان به او نزدیک شود.
         

        ۱ اکتبر ۲۰۲۳

خبر بیهوش شدن آرمیتا گراوند در متروی تهران برای اولین بار در یکشنبه ۹ مهر ۱۴۰۲ منتشر شد. فرزاد صیفی‌کاران، روزنامه‌نگار رادیو زمانه اولین بار ماجرای آرمیتا را گزارش کرد. اینکه دقیقاً چه اتفاقی برای آرمیتا در واگن قطار افتاده نامشخص است، اما شرایط به این اتهامات دامن زده است که مأموران حجاب به او آسیب رسانده باشند.
بر اساس گزارش‌های غیررسمی، یک دختر نوجوان به همراه دوستانش، در حالی که حجاب اجباری بر سر نداشت، در ایستگاه متروی میدان شهدا وارد واگن شده و در پی هل دادن مأموران، سرش به ستون فلزی واگن برخورد کرده و بیهوش شده است. این گزارش بعداً توسط رادیو فردا، گاردین و ایران‌وایر به نقل از شاهدان عینی بازنشر شده است.

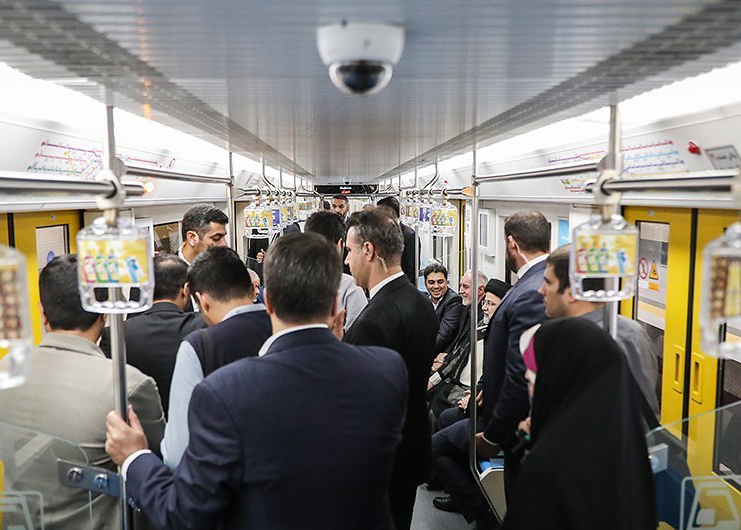
یک واگن متروی تهران در مهرماه ۱۴۰۲

مقامات جمهوری اسلامی «بیهوش» شدن آرمیتا را نتیجه «افت فشار خون» اعلام کردند، اما این روایت به دلیل محدود کردن خانواده او برای عدم اطلاع‌رسانی و جلوگیری از ورود روزنامه‌نگاران مستقل برای پیگیری این موضوع، افکار عمومی را قانع نکرد. همچنین به انتشار تصاویر بیرون از واگن اکتفا شده و ویدیوی ضبط شده توسط دوربین‌های داخل واگن پخش نشده است. از سویی برخی منابع علت افت فشار و بیهوش شدن وی را خونریزی مغزی و خونریزی در جمجمه اعلام کردند.

### تصاویر دوربین‌های مداربسته
رسانه‌های حکومتی در ایران چند ویدیوی کوتاه منتشر کرده‌اند تا از زوایای مختلف حادثه رخ داده را تشریح کنند. بخش‌هایی از این ویدئوها ویرایش و حذف شده است و نشان نمی‌دهد چه چیزی ممکن است داخل مترو باعث زمین‌خوردن و بیهوش شدن او شده‌باشد.
در یکی از این ویدئوها، دختری بدون روسری وارد ایستگاه شده و از گیت عبور می‌کند، سپس به سوپرمارکت رفته و خرید می‌کند و در نهایت سوار واگن مترو می‌شود و چند ثانیه بعد به زمین می‌افتد و دوستانش او را بیرون می‌کشند. عفو بین‌الملل این ویدیو را بررسی کرده و دریافته است که فیلم در چهار بخش ویرایش شده و تعداد فریم‌ها افزایش یافته است. همچنین بر اساس ساعت نشان‌دهنده زمان ویدیو، ۳ دقیقه و ۱۶ ثانیه از ویدیو بریده شده است.
تصاویر تقطیع شده دوربین‌های مداربسته مترو که توسط رسانه‌های حکومت به صورت قطره چکانی منتشر شد، همه حقیقت را نمی‌گویند. به ویژه که گفته شد واگن قطار دوربین مداربسته نداشته و به ادعای مقام‌های جمهوری اسلامی از لحظه اصلی که «بیهوش» شدن آرمیتا است، تصویری ثبت نشده است. ادعایی که تردیدهای زیادی نسبت به آن وجود دارد.
به ادعای رسانه‌های حکومتی «قطار ۱۳۴ که حامل دختر دانش‌آموز بیهوش شده بوده، از سری ۱۰۰ و فاقد دوربین بوده است.» اما در مقابل، تعدادی از کاربران شبکه‌های اجتماعی با مقایسه تصویر قطارهای سری ۱۰۰ با قطاری که در ویدیوها منتشر شده، مدعی شده‌اند که قطاری که روز حادثه فعال بوده از سری ۱۱۰ بوده و دارای دوربین مداربسته داخلی است. شماری از رسانه‌های حکومتی در ایران از جمله خبرگزاری مهر و روزنامه شرق تصاویری از «واگنی که او سوارش شده بود»، منتشر کرده‌اند و گزارش داده‌اند که این واگن «فاقد دوربین است».

## گزارش‌ها

### گزارش رسانه‌های حکومتی
یک روز بعد از حادثه، خبرگزاری ایرنا مصاحبه‌ای با مسعود درستی، مدیر عامل بهره‌برداری مترو تهران انجام داد که گفته است این دختر ۱۶ ساله «به دلیل افت فشار خون، تعادل خود را از دست داده و زمین‌خورده است». مدیر عامل مترو تهران تأکید کرد که همه «دوربین‌های مداربسته بازبینی شده و هیچ درگیری ثبت و ضبط نشده» است.
خبرگزاری ایرنا همچنین تصاویر مربوط به دوربین‌های مداربسته از لحظه ورود این دختر دانش‌آموز و دوستانش را که مقنعه به سر نداشتند منتشر کرد. لحظاتی بعد از سوار شدن به قطار مترو یکی از آنها به زمین‌خورد و سپس با کمک دوستان و یکی دیگر از مسافران به روی سکو منتقل شد. تصاویر دوربین‌های مداربسته از لحظه ورود این سه دانش‌آموز به ایستگاه مترو شهدا و قبل از ورود به قطار منتشر نشده است.
ایرنا همچنین ویدیویی از والدین آرمیتا منتشر کرد که به تعبیر گروه‌های حقوق بشر، کارشناسان رسانه و برخی کاربران رسانه‌های اجتماعی «اعتراف اجباری» است. آنها در حالی که مضطرب به نظر می‌رسند، با تردید از «افت فشار» و «اصابت سر دخترشان به لبه قطار» گفتند.
ایرنا در گزارش‌هایش هیچ اسمی از آرمیتا گراوند و والدین او نیاورده و او را «دانش‌آموز بستری شده» معرفی می‌کند. پس از گذشت دو روز از حادثه، هه‌نگاو هویت او را «آرمیتا گراوند» اعلام کرد و رسانه‌های دولتی ایران روز چهارشنبه ۱۲ مهر برای اولین بار از این دختر به عنوان «آرمیتا گراوند» نام بردند.
۱۲ مهر، صدا و سیما، تلویزیون دولتی ایران، در گزارشی تصاویر تازه‌ای از ایستگاه شهدا منتشر کرد که شامل تصویری از داخل واگن که حادثه در آن رخ داد نیست. در این ویدئوهای مداربسته آرمیتا گراوند روسری یا مقنعه به سر ندارد.
این گزارش می‌گوید که «ساعت هفت و هشت دقیقه صبح آرمیتا با دوستانش سوار مترو می‌شود، و پس از چهار ثانیه سرش گیج می‌رود و به عقب برمی‌گردد و به لبه مترو می‌خورد.» این گزارش همچنین می‌گوید که «در پرونده پزشکی او علت بیهوشی افت فشار عنوان شده است.»
صداوسیما در این گزارش همچنین صحبت‌های دو دختر که صورت آنها تار شده و می‌گویند دوستان آرمیتا گراوند هستند را پخش کرد. این دو دختر می‌گویند که آرمیتا به محض ورود به واگن مترو «ناگهان از پشت افتاد و سرش محکم برخورد کرد به (فاصله میان) سکو و درِ مترو».

### گزارش گاردین
۱۳ مهر، دو شاهد عینی در گفتگو با روزنامه گاردین «ضرب و شتم» آرمیتا گراوند «بر سر حجاب» را تأیید کردند. یکی از شاهدان عنوان کرده است: «حجاب‌بان زن به آرمیتا حمله فیزیکی کرده، او را به شدت هل داده است». در ابتدای سال ۱۴۰۲، علیرضا زاکانی، شهردار تهران، اعلام کرده بود که در ایستگاه‌های مترو تهران یگان حفاظت شهرداری برای کار «ایجابیِ سنگین» مستقر کرده تا با شهروندانی که از نظرشان مشکل داشته باشند برخورد و از ورود آنها به مترو جلوگیری کنند.
به گفته یکی از شاهدان عینی، آرمیتا به هنگام ورود به واگن مترو با تذکرات یک حجاب‌بان زن روبه‌رو می‌شود و این زن به دلیل آن که آرمیتا روسری نداشته با او مشاجره می‌کند. به گفته این شاهد عینی «زن چادری فریاد زد که چرا حجاب نداری؟» و آرمیتا در پاسخ گفت: «آیا من به تو می‌گویم چرا چادرت را برنمی‌داری»؟
به نوشته گاردین به نقل از این شاهد عینی، این درگیری لفظی بعداً به خشونت کشیده شد و حجاب‌بان زن، با حمله به آرمیتا او را به شدت هل داده است. گزارش گاردین به نقل از یک شاهد عینی دیگر هم حاکی است که «آرمیتا هنوز بعد از زمین‌خوردن همچنان به‌هوش بوده است.» این شاهد عینی همچنین به گاردین می‌گوید «همان زن حجاب‌بان، وقتی اورژانس تهران آرمیتا را به بیمارستان منتقل می‌کرد در کنار در آمبولانس ایستاده بود.»

## بستری در بیمارستان
آرمیتا گراوند ۲۸ روز در بیمارستان فجر نیروی هوایی در تهران بستری بود؛ در تمام این مدت هیچ پزشکی گزارشی از وضعیت او ارائه نکرد. جو این بیمارستان امنیتی بود و پوشش خبری رسمی این واقعه تحت تدابیر شدید امنیتی تنها در انحصار ایرنا قرار داشت. در این شرایط مریم لطفی، خبرنگار شرق که برای کسب خبر به بیمارستان فجر نیروی هوایی رفته بود، برای ساعاتی بازداشت شد.
به دلیل دسترسی نداشتن خبرنگاران مستقل به بیمارستان محل بستری آرمیتا، اطلاعاتی مستندی از وضعیت سلامتی او وجود نداشت. اولین مرتبه وبگاه هه‌نگاو گزارش کرد که آرمیتا در کما است. وبگاه ایران‌وایر نیز به نقل از منابع خود در کما بودن او را گزارش کرد و روزنامه اینترنتی فراز دیلی نیز در خبری که پس از چند ساعت از وبگاهش حذف کرد به نقل از پدر آرمیتا گراوند نوشت که او در کما است. طی مدتی که گراوند در کما به سر می‌برد، گزارش‌های ضد و نقیضی دربارهٔ او منتشر می‌شد.
انتشار تصویری از آرمیتا گراوند در بخش مراقبت‌های ویژه بیمارستان فجر تهران در شبکه‌ها اجتماعی سبب شد که فشار بر خانواده او دوچندان شود و مأموران گوشی‌های همراه اعضای خانواده آرمیتا را که همچنان در کما به سر می‌برد به ظن ارسال تصویر، ضبط کنند. همچنین به گزارش شورای هماهنگی تشکل‌های صنفی فرهنگیان ایران، معلمان آرمیتا توسط رئیس حراست وزارت آموزش و پرورش تهدید شدند که از انتشار هرگونه خبر یا عکسی از او خودداری کنند.
۱۲ مهر، رادیو فردا از یک منبع مطلع در بیمارستان کسب اطلاع می‌کند که آرمیتا دچار «خونریزی مغزی و خونریزی در جمجمه» شده و «دلیل افت فشار و بیهوشی او همین مسئله است». بر اساس این گزارش، آرمیتا «همچنان در کُما به‌سر می‌برد»، اما در مورد علت به کما رفتن او به‌طور شفاف اطلاع‌رسانی نمی‌شود.
هه‌نگاو، عصر روز چهارشنبه ۱۲ مهر گزارش کرد شهین احمدی، مادر آرمیتا، در محوطه بیمارستان فجر تهران «بازداشت و به مکان نامعلومی منتقل» شد. هم‌زمان خبرگزاری تسنیم، نزدیک به سپاه پاسداران، خبر بازداشت مادر آرمیتا گراوند را تکذیب کرد.
خبرگزاری برنا در ۱۹ مهر گزارش کرد به‌رغم تلاش‌های مستمر کادر پزشکی بیمارستان فجر، علائم حیاتی نسبتاً پایدار آرمیتا گراوند تغییر یافته و تاحدودی به وخامت گراییده است. ۳۰ مهرماه، خبرگزاری برنا از مرگ مغزی آرمیتا خبر داد. یک روز بعد دو منبع از نزدیکان آرمیتا، به نقل از منابع پزشکی در بیمارستان فجر تهران گزارش‌ها در مورد «مرگ مغزی» او را رد کردند.

## واکنش‌ها بعد از حادثه
این حادثه و توضیحات ضد و نقیض پیرامون آن، شباهت‌هایی به وقایع قبل از کشته‌شدن مهسا امینی دارد که به دلیل رعایت نکردن حجاب اجباری دستگیر شده بود. از زمان رسانه‌ای شدن وضعیت آرمیتا تمامی رسانه‌های حکومتی نظام جمهوری اسلامی به صورت سازمان‌یافته و با متنی یکسان ضرب و شتم او را تکذیب و مقامات حکومتی نیز مدعی شدند که هیچ‌گونه برخورد فیزیکی صورت نگرفته است.
چند رسانه غیردولتی در ایران از پیگیری وضعیت آرمیتا و انتشار گزارش دربارهٔ او منع شدند. روزنامه هم‌میهن با اشاره به «بی‌اعتباری» رسانه‌های دولتی نوشته است که با فرض صحت روایت «افت فشار» آرمیتا گراوند، «سؤال اینجاست که چرا این روایت مورد پذیرش گروهی از مردم قرار نگرفته و مسئله درگیری او با حجاب‌بان‌های درون مترو مطرح شده است؟»
وبگاه دیده‌بان ایران گزارش داده است که نیروهای انتظامات شهرداری تهران موسوم به حجاب‌بان از دوشنبه ۱۰ مهر در تقریباً هیچ‌کدام از ایستگاه‌های مترو تهران حضور نداشته‌اند. شهرداری تهران از اواسط مرداد ۱۴۰۲ تعدادی نیرو را به عنوان حجاب‌بان در مترو استخدام کرده بود.
بیهوش‌شدن و به کُما رفتن آرمیتا، واکنش‌های بین‌المللی زیادی به‌دنبال داشته و برخی از مقامات سیاسی دربارهٔ این موضوع واکنش نشان دادند. در مقابل ناصر کنعانی، سخنگوی وزارت خارجه جمهوری اسلامی، این واکنش‌ها را «مداخله» در امور داخلی کشورش عنوان کرد.
گاردین در گزارشی به تردیدهای افکار عمومی و امکان تکرار فاجعه ژینا (مهسا) امینی پرداخت. تلگراف، ای‌بی‌سی نیوز، بیلد، اشپیگل و ان‌تی‌وی رسانه‌های دیگری هستند که به این موضوع پرداختند.
رضا پهلوی در توییتی نسبت به این اتفاق نوشت: «در حالی که ملت ایران همچنان داغدار و دادخواه قتل #مهسا_امینی است، خبر به کما رفتن #آرمیتا_گراوند به دست اوباش حجاب‌بان جمهوری اسلامی تأیید دگرباره‌ای‌ست بر اینکه با وجود این رژیم ضدایرانی، جان فرزندان ایران هر روز و هر لحظه در خطر است.»
آنالِنا بِربوک وزیر خارجه آلمان، ضمن غیرقابل تحمل خواندن رفتار جمهوری اسلامی، در توییتی نوشت: «جای والدین آرمیتا گراوند روبروی دوربین نیست، آن‌ها حق دارند بر بالین دخترشان حاضر باشند.» ملانی جولی، وزیر خارجه کانادا، گفته است که جمهوری اسلامی همچنان به «ظلم و خودکامگی» و بی‌توجهی به شهروندان خود ادامه می‌دهد.
سازمان حقوق بشر ایران خواستار تحقیق مستقل درخصوص اتفاقاتی شد که به آسیب‌دیدگی این دختر ۱۷ ساله منجر شده است. عفو بین‌الملل با اشاره به تلاش جمهوری اسلامی در سرپوش‌گذاشتن بر حقایق پیرامون شرایط آرمیتا گراوند، خواستار بررسی وضعیت از سوی یک هیئت مستقل بین‌المللی شد. همزمان کمیته حقیقت‌یاب سازمان ملل در مورد سرکوب معترضان در ایران اعلام کرد در مورد آرمیتا گراوند تحقیق می‌کند.

## جان باختن

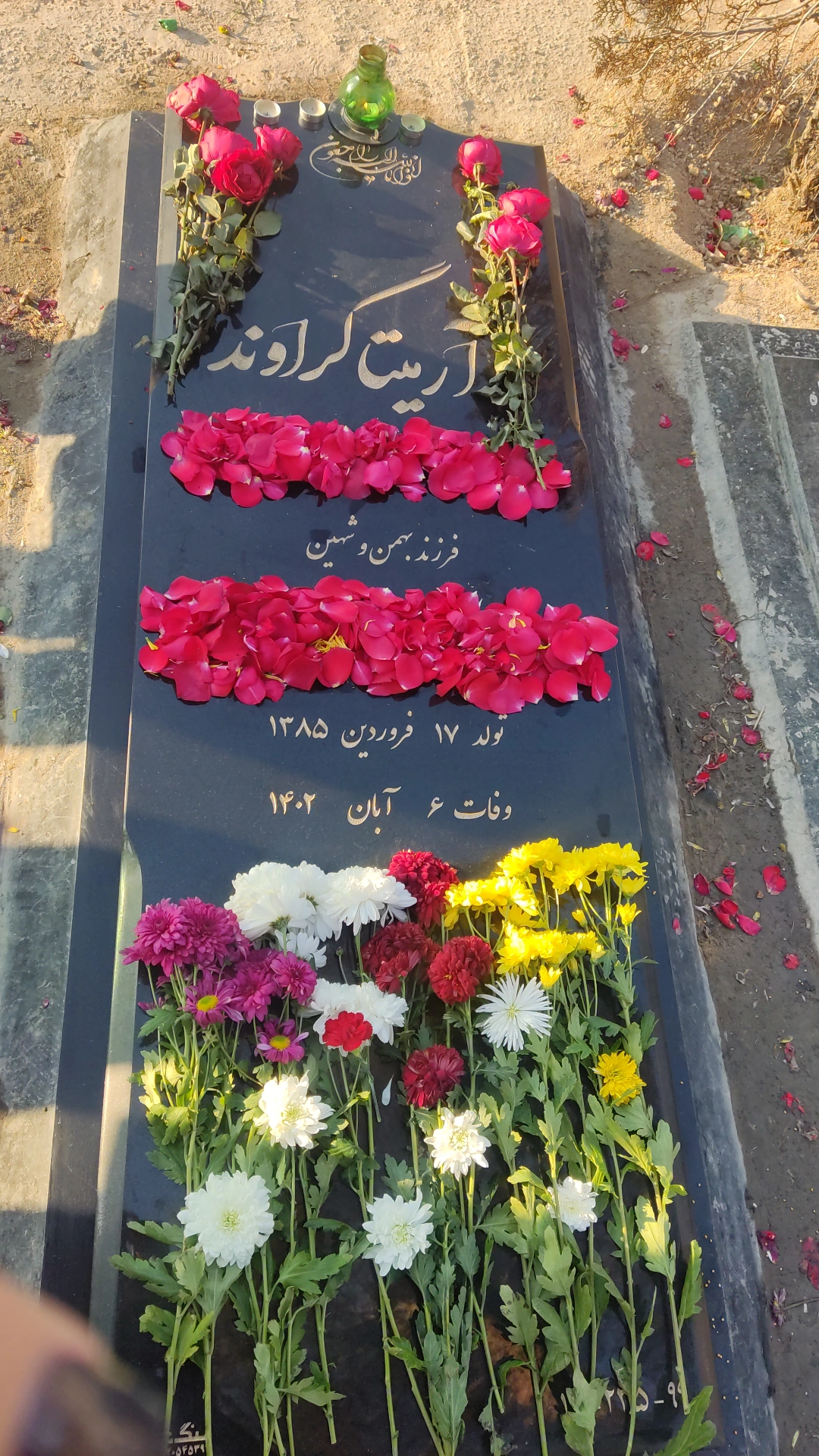
سنگ قبر آرمیتا گراوند در بهشت زهرا

آرمیتا گراوند در ۶ آبان ۱۴۰۲ و پس از ۲۸ روز بستری در بخش مراقبت‌های ویژه بیمارستان فجر جان باخت. خبر جان باختن او را ایرنا، خبرگزاری رسمی دولت ایران اعلام کرد. به گزارش خبرگزاری ایرنا «بر اساس نظریهٔ رسمی پزشکان، آرمیتا گراوند پس از افت ناگهانی فشار خون، دچار سقوط، ضربه به مغز و به دنبال آن تشنج مداوم، کاهش اکسیژن‌رسانی مغزی و اِدم مغزی شده است». فعالان حقوق بشر او را قربانی درگیری با پلیس حجاب جمهوری اسلامی می‌دانند. این فعالان، پلیس حجاب در ایران را متهم کردند با ضرب و جرح او، باعث به کما رفتن او شدند.

### خاکسپاری
یک روز پس از اعلام خبر جان باختن آرمیتا، پیکر او در بهشت زهرا تهران به خاک سپرده شد. مراسم خاکسپاری او تحت تدابیر امنیتی شدید بود و با دخالت مأموران امنیتی به خشونت کشیده شد. مأموران امنیتی در این مراسم نسرین ستوده، وکیل‌مدافع و فعال حقوق بشر و همچنین منظر ضرابی، از مادران دادخواه سرنگون ساختن هواپیمای اوکراینی، را با ضرب و جرح بازداشت و به مرکز انتظامی در محله شاه‌عبدالعظیم تهران منتقل کردند. همچنین صدیقه وسمقی پس از حضور در این مراسم مورد ضرب و شتم مأموران امنیتی قرار گرفت. مسعود زینال‌زاده، فعال صنفی معلمان نیز یکی دیگر از بازداشت‌شدگان بود. دستکم ۱۵ نفر در این مراسم بازداشت شدند.
در این مراسم، تعدادی از حاضران شعار «آرمیتا روحت شاد» و «این گل پرپر شده، هدیه به میهن شده» سر دادند. ساعاتی پس از برگزاری مراسم، مناطق مختلفی از شهرهای تهران، کرج، مشهد، ساری و شیراز شاهد شعارهای شبانه ضد حکومتی و دیوارنویسی به یاد آرمیتا و علیه مقام‌های ارشد جمهوری اسلامی بود.
مراسم یادبود چهلمین روز درگذشت آرمیتا گراوند روز ۱۵ آذر ۱۴۰۲ با حضور گسترده مأموران حکومتی در بهشت زهرا برگزار شد. در این مراسم دست‌کم یک نفر بازداشت شده است.

## واکنش‌ها بعد از جان باختن
به فاصله کوتاهی بعد از انتشار خبر درگذشت آرمیتا، نام او به ترند اول توییتر تبدیل شد و واکنش بسیاری از شخصیت‌های سیاست، فرهنگ و هنر و فعالان مدنی را به همراه داشت. بسیاری از کاربران عادی و چهره‌های سرشناس سیاسی و هنری داخل و خارج ایران جان باختن او را «قتل حکومتی» خواندند و نحوه جان باختن او را با مهسا امینی مقایسه کردند.
شهرهای مختلف ایران، از جمله تهران، کرج و شیراز شامگاه شنبه ششم آبان، پس از انتشار خبر جان‌باختن او، شاهد شعارهای شبانه ضدحکومتی چون «آرمیتای گراوند، راهت ادامه دارد»، «مرگ بر حکومت بچه‌کش»، «می‌کشم، می‌کشم، هر آنکه خواهرم کشت» و «تجاوز، جنایت، مرگ بر این ولایت»، «مرگ بر جمهوری اسلامی»، «مرگ بر خامنه‌ای ضحاک»، «مرگ بر اصل ولایت فقیه» و «خامنه‌ای ضحاک، می‌کشیمت زیر خاک»، «زن، زندگی، آزادی» و «مرگ بر دیکتاتور» بود.
همزمان با خبر جان باختن آرمیتا، انتقادها از شیوه اطلاع‌رسانی و ممنوعیت رسانه‌ها برای پیگیری اخبار او بالا گرفت.
در آذرماه ۱۴۰۲ چند تن از مقامات جمهوری اسلامی به‌دلیل مشارکت در تحمیل حجاب اجباری از سوی بریتانیا تحریم شدند. یکی از این افراد مدیر عامل متروی تهران بود.